# Giovanni Francesco Nicolai
Giovanni Francesco Nicolai OFM (auch Giovanni Francesco de Nicolai; chinesisch 余宜閣; * in Leonessa; † 27. Dezember 1737 in Rom, Kirchenstaat) war ein römisch-katholischer Geistlicher.

## Leben
Nicolai war Franziskanerpater. Gregory Luo Wenzao, Apostolischer Vikar von Nanking erhielt am 29. Mai 1688 vom Heiligen Stuhl die Erlaubnis sich einen eigenen Koadjutor zu erwählen. Nicolai wurde von Wenzao zum Koadjutor erwählt, aber nicht vom portugiesischen König, der aufgrund des Padroado ein Mitspracherecht hatte, bestätigt. Er erhielt auch kein Bischofsweihe. 1690 ernannte der Papst den Jesuiten Francisco Spinola zum Bischof, der bei der Reise nach China aber starb. Nach dem Tod von Wenzao am 27. Februar 1691 verwaltete er das Bistum. Um 1694 trat er als Bischof von Nanking zurück. Am 25. Januar 1694 wurde Alessandro Ciceri als Bischof von Nanking bestätigt. Am 20. Oktober 1969 wurde er während des Pontifikats von Innozenz XII. Titularbischof von Berytus und ersten Apostolischen Vikar von Houkouang, dessen Gebiet zuvor zum Apostolischen Vikariat von Fujian gehörte. Am 7. März 1700 weihte Sperello Sperelli, Kardinalpriester von San Giovanni a Porta Latina ihn in Rom zum Bischof. Mitkonsekratoren waren Odoardo Cibo, Titularpatriarch von Konstantinopel, und Domenico Belisario de Bellis, Bischof von Molfetta. Am 20. April 1712 wurde er im Pontifikat von Clemens XI. als Titularerzbischof of Myra.